# Dosu Joseph
Dosu Joseph, född den 19 juni 1973 i Abuja, Nigeria, är en nigeriansk före detta fotbollsspelare. Vid fotbollsturneringen under OS 1996 i Atlanta deltog han i det nigerianska lag som tog guld.